# Ajacaco
Ajacaco är en ort i Mexiko.   Den ligger i kommunen Coxcatlán och delstaten San Luis Potosí, i den centrala delen av landet, 230 km norr om huvudstaden Mexico City. Ajacaco ligger 403 meter över havet och antalet invånare är 132.
Terrängen runt Ajacaco är kuperad åt nordost, men åt sydväst är den bergig. Runt Ajacaco är det ganska tätbefolkat, med 160 invånare per kvadratkilometer. Närmaste större samhälle är Villa Terrazas, 11,0 km sydost om Ajacaco. Omgivningarna runt Ajacaco är en mosaik av jordbruksmark och naturlig växtlighet.